# Leone (destroyer)
Pour les articles homonymes, voir Leone.
Le Leone était un croiseur éclaireur, puis destroyer italien, navire de tête de la classe Leone lancé en 1923 pour la Marine royale italienne (en italien : Regia Marina).

## Conception
Commandée en 1917, cette classe ne sera mise en chantier qu'en 1920, à cause de la pénurie d'acier. C'est une version agrandie des destroyers de l'époque, en développement de la classe Mirabello.
Ils avaient une longueur totale de 113,41 mètres, une largeur de 10,36 mètres et un tirant d'eau moyen de 3,1 mètres. Ils déplaçaient 2 230 tonnes à charge normale et 2 326 tonnes à pleine charge. Leur effectif était de 10 officiers et 194 hommes de troupe.
Les Leone étaient propulsés par deux turbines à vapeur à engrenages Parsons, chacune entraînant un arbre d'hélice à l'aide de la vapeur fournie par quatre chaudières Yarrow. Les turbines avaient une puissance nominale de 42 000 chevaux (31 000 kW) pour une vitesse de 33 nœuds (61 km/h) en service, bien que tous les navires aient dépassé cette vitesse pendant leurs essais en mer. Les navires transportaient 399 tonnes de mazout, ce qui leur donnait une autonomie de 2 000 milles nautiques (3 700 km) à une vitesse de 15 nœuds (28 km/h).
Leur batterie principale était composée de huit canons de 120 mm répartis dans quatre tourelles jumelées, une à l'avant et une à l'arrière de la superstructure, les autres tourelles étant placées entre les cheminées et les supports des tubes lance-torpilles au milieu du navire. Ils étaient équipés de six tubes lance-torpilles de 450 mm dans deux supports triples. Les Leone pouvaient également transporter 60 mines.

## Construction et mise en service
Le Leone est construit par le chantier naval Ansaldo à Sestri Ponente dans la province de Gênes en Italie, et mis sur cale le 23 novembre 1921. Il est lancé le 1er octobre 1923 et est achevé et mis en service le 1er juillet 1924. Il est commissionné le même jour dans la Regia Marina.

## Histoire du service
En 1925, le Leone participe à une croisière dans les eaux de l'Europe du Nord.
En 1931, il est soumis à une première période de modernisation qui comprend l'embarquement d'un poste de tir central, le remplacement des six tubes lance-torpilles de 450 mm par quatre de 533 mm et le remplacement des deux canons de 76 mm par deux mitrailleuses de 40 mm,.
Il prend ensuite part à une autre campagne navale dans la mer Égée
En 1936, en prévision de son transfert en Mer Rouge, il subit d'autres travaux de modification avec la climatisation des intérieurs, des appareils pour éviter la surchauffe des dépôts de munitions, l'élimination d'une unité jumelle de 120 mm et l'installation de 4 mitrailleuses Breda Model 1931 de 13,2 mm.
Entre 1936 et 1938, il participe aux opérations en Afrique orientale italienne
Le 27 avril 1938, de retour en Méditerranée, il est endommagé par un incendie qui oblige à inonder les dépôts de munitions pour éviter qu'ils n'explosent
Toujours en 1938, il est rétrogradé en destroyer .
À la date de l'entrée de l'Italie dans la Seconde Guerre mondiale, il appartient au Ve escadron de destroyers de la Flottille de la mer Rouge basé à Massaoua, avec ses navires-jumeaux (sister-ships) Tigre et Pantera. Le commandant du navire est le capitaine de frégate (capitano di fregata) Uguccione Scroffa.
Dans la matinée du 27 juin 1940, il appareille de Massaoua avec son navire-jumeau Pantera et le vieux torpilleur Acerbi pour secourir le sous-marin Perla, qui s'est échoué à cause des vapeurs de chlorure de méthyle qui ont intoxiqué la plupart de l'équipage. Il doit cependant rapidement faire demi-tour et rentrer au port à cause d'avaries,.
Toujours en juin, il embarque une partie de l'équipage d'un autre sous-marin, le Archimede, dont les hommes, comme ceux du Perla, ont été empoisonnés par du chlorure de méthyle.
Le 19 septembre, il quitte Massaoua avec le Pantera et les destroyers plus petits Battisti et Manin pour attaquer le convoi "BN 5" (23 marchands escortés par le croiseur léger néo-zélandais HMNZS Leander et les sloops HMS Auckland (L61) (britannique), HMAS Yarra (australien) et HMAS Parramatta (australien)), mais rentre au port le 21, sans l'avoir détecté.
Le 21 octobre 1940, au cours d'une autre mission d'interception du trafic ennemi, il attaque, à 02 h 19 du matin, avec son navire-jumeau Pantera et les destroyers plus petits Nullo, Battisti et Manin, le convoi britannique "BN 7", composé de 32 marchands escortés par le croiseur léger HMNZS Leander, le destroyer britannique HMS Kimberley (F50) et les sloops HMAS Yarra (australien), HMS Auckland (britannique) et RNI Indus (indien). Le combat est défavorable aux navires italiens qui doivent renoncer à l'attaque et se replier en couvrant leur retraite d'un écran de fumée, tandis que le Nullo, isolé et ralenti par une panne de gouvernail, est coulé après un violent choc avec le HMS Kimberley.
Le 3 décembre, il est envoyé - avec le Tigre, le Sauro et le Manin et le sous-marin Ferraris - à la recherche d'un convoi, qui n'est pas trouvé.
Dans la nuit du 2 au 3 février 1941, avec le Tigre et le Pantera, il attaque sans succès un convoi britannique.
La chute imminente de l'Afrique orientale italienne devient alors évidente. En vue de la reddition de Massaoua, un plan est organisé pour évacuer les unités avec une grande autonomie (envoyées en France ou au Japon) et pour détruire les navires restants,,. Les 6 destroyers qui forment les IIIe escadron de destroyers (Battisti, Sauro, Manin) et Ve escadron de destroyers (Tigre, Leone, Pantera) n'ayant pas l'autonomie suffisante pour atteindre un port ami, il est décidé de les employer dans une mission suicide: une attaque avec pour cibles Suez (Tigre, Leone, Pantera) et Port-Saïd (Sauro, Manin, Battisti),. Si elles n'avaient pas pu continuer, les unités ne seraient pas retournées à Massaoua (où d'ailleurs elles n'auraient eu d'autre sort que la capture ou le sabordage, la place forte étant tombé le 8 avril 1941), mais auraient au contraire coulé elles-mêmes par sabordage,,.
Le Ve escadron de destroyers part pour sa mission le 31 mars,,,. Dans la nuit du 31 mars au 1er avril, cependant, après quelques heures de navigation, le Leone finit par s'échouer sur deux pointes d'un récif madréporique submergé qui n'était pas marqué par les cartes; une grande entaille s'ouvre dans la coque et entre-temps un violent incendie se développe à l'avant (là où la collision s'est produite) qui devient incontrôlable,,,,. L'équipage doit abandonner le navire après avoir entamé des manœuvres de sabordage; il est secouru par le Pantera, qui accélère le naufrage de son navire-jumeau par le feu de ses canons,,,,. À 5 heures du matin le 1er avril, le Leone coule à 13-15 milles nautiques (24–28 km) au nord d'Awali Hutub, une île au nord de l'archipel de Dahlak,,,,.
Le Leone avait effectué un total de 10 missions de guerre, couvrant un total de 2 388 milles nautiques (4 422 km) .